# كفر حباد
كفر حباد (بالعبرية: כְּפַר חַבָּ"ד) هي مستوطنة مجتمعية لحركة حباد لوبافيتش في المنطقة الوسطى من إسرائيل، وتقع بين بيت داغان واللد، وتقع تحت إدارة مجلس حقول دان الإقليمي. في 2019، بلغ عدد سكانها 6,598 نسمة.

## التاريخ

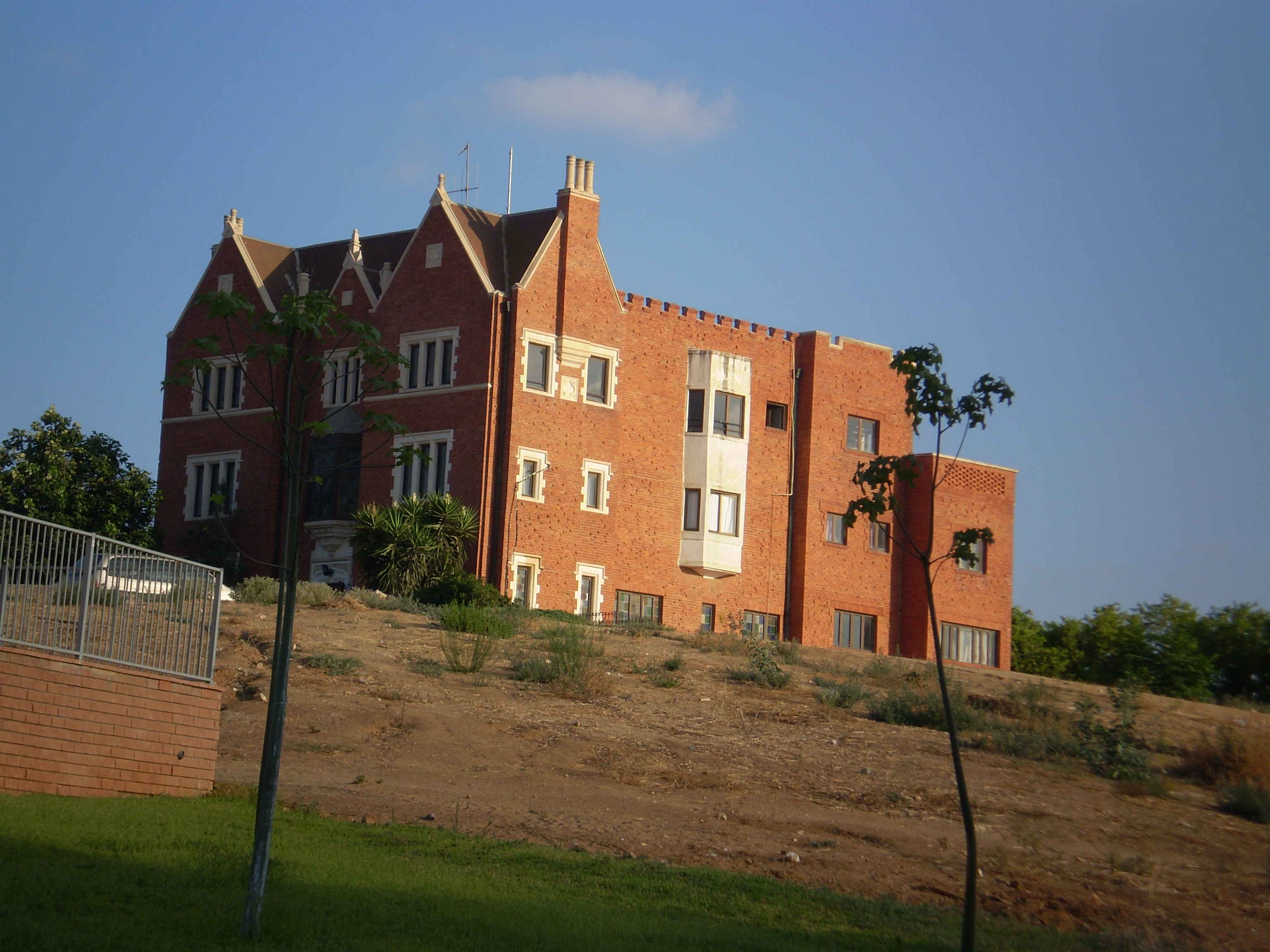
نسخة مماثلة من "770" في كفر حباد

أنشئ كفر حباد في موقع قرية السافرية الفلسطينية المهجرة.
تأسس كفر حباد في 1949 على يد يوسف إسحاق شنيرسون. وحتى 1957 كان يشار إليه في العبرية باسم تسفرير أو شفرير
تضم كفر حباد، التي تقع خارج اللد مباشرة وعلى بعد حوالي 8 كم جنوب شرق تل أبيب، أراضٍ زراعية فضلاً عن العديد من المؤسسات التعليمية. وتعد البلدة بمثابة المقر الرئيسي لحركة حباد لوبافيتش الحسيدية في إسرائيل، كما تعد كفر حباد مجتمع لوبافيتش.

### نسخة مماثلة من "770"
تتميز القرية بنسخة مماثلة كاملة الحجم من "770"، المقر العالمي لحركة حباد في 770 الطريق السريع المشجر الشرقي، كراون هايتس، بروكلين، نيويورك، والذي تم بناؤه في ثلاثينات القرن العشرين. يتضمن المبنى، الذي يُستخدم ككنيس، نفس عدد قوالب الطوب الموجود في الهيكل الأصلي؛ وقد تم إنتاج الطوب بواسطة شركة طوب في أوفاكيم. قام لوبافيتش ريبي بتغطية تكاليف الإنشاء البالغة 700 ألف دولار أمريكي.

### محطة القطار

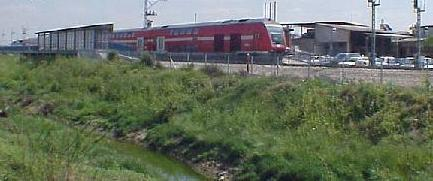
محطة قطار كفار حباد

يوجد في كفر حباد محطة قطار تخدمها القطارات على الخط بين بنيامينا وعسقلان. بنيت المحطة في 1952 وأعيد بناؤها في 1999.

## هجوم كنيس شافرير
في 11 أبريل 1956، دخل فدائيان فلسطينيان إلى كنيس في البلدة وأطلقوا النار بشكل عشوائي، مما أدى إلى مقتل 5 أطفال ومعلم واحد، وإصابة 10 آخرين.